# Slash 'n' Burn
"Slash 'n' Burn" é uma canção da banda britânica de rock Manic Street Preachers, lançada em março de 1992 como o quarto single do álbum Generation Terrorists, lançado no mesmo ano.
Com influências do glam e do hard rock, a canção foi descrita, pelo grupo, como "os Stones tocando metal". Os riffs de guitarra da música foram influenciados por Michael Schenker e Slash, do Guns N' Roses.
Alcançou a 20ª posição nas paradas britânicas.

## Faixas

### CD
1. "Slash 'N' Burn"
2. "Motown Junk"
3. "Sorrow 16"
4. "Ain't Going Down"

### 12"
1. "Slash 'N' Burn"
2. "Motown Junk"
3. "Ain't Going Down"

### 7" / MC
1. "Slash 'N' Burn"
2. "Motown Junk"

## Ficha técnica
- James Dean Bradfield - vocais, guitarra
- Nicky Wire - baixo
- Sean Moore - bateria
- Richey Edwards - guitarra base